# Humángenom-projekt

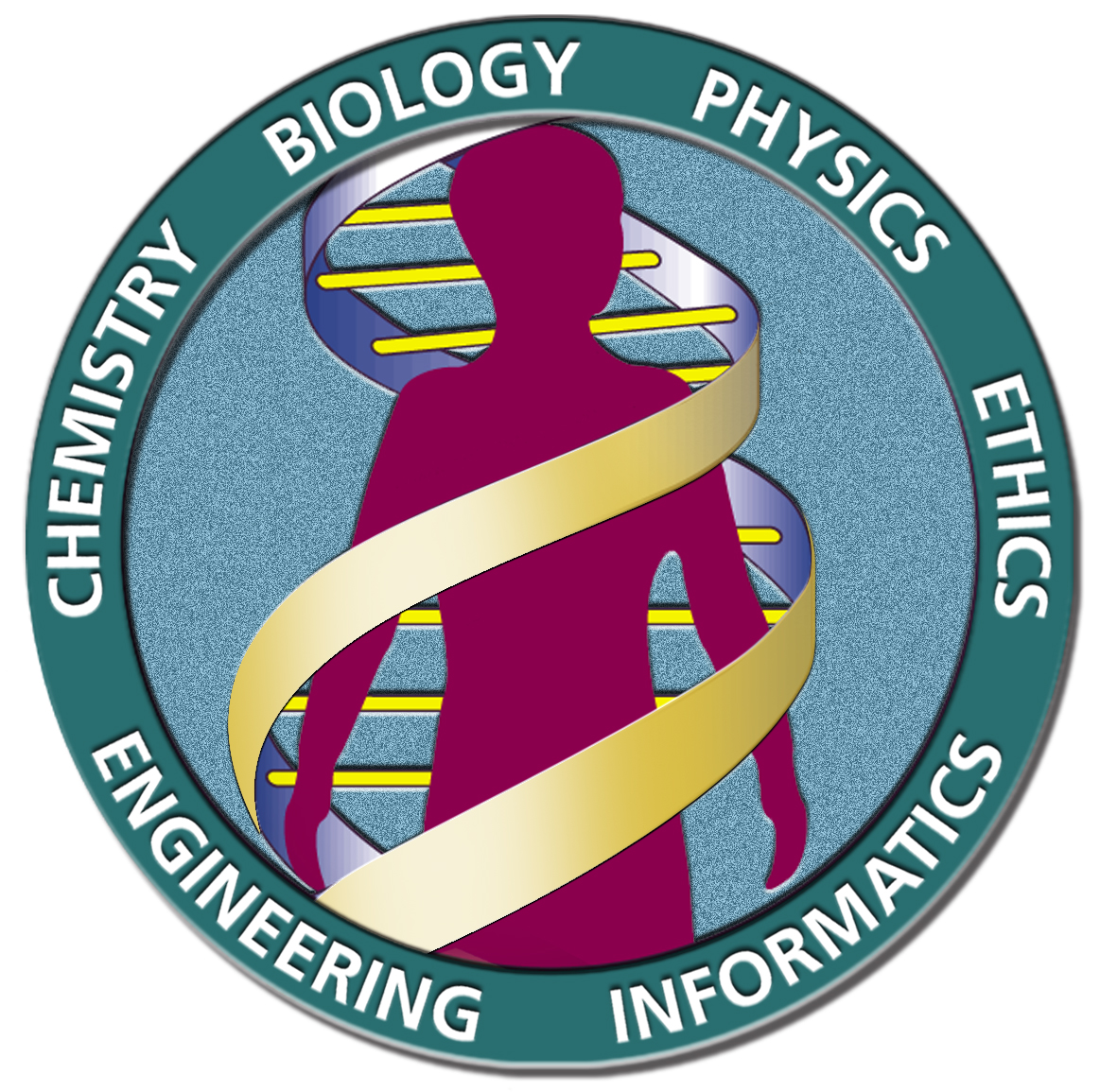
A projekt logója

A humángenom-projekt (HGP) egy nagyszabású projekt volt 1990-től 2006 májusáig, mely feltárta a teljes emberi genomot egészen a nukleotidok (bázispárok) szintjéig, és azonosította a benne található összes gént.
Az emberi genom a petesejt vagy hímivarsejt teljes genetikai tartalma.
A humán genom a Homo sapiens genomja. 23 kromoszómapárból és kb. 3,2 milliárd DNS bázispárból áll.
A genomprojektek közül számunkra természetesen nagy jelentőségű és egészségügyi szempontból felbecsülhetetlen jövőbeli előnyökkel jár a Humángenom-projekt. A teljes humán genom bázissorrendjét nagyjából 2001-re határozták meg. Ez mintegy 3 gigabyte-nyi betűt és körülbelül 30 ezer gént jelent.

## Klónozás és a DNS másolása
Az 1970-es évek elején, Herbert Boyer a San Franciscó-beli California Egyetemről és Stanley Cohen a Stanford Egyetemről baktériumokba más baktériumtól (és később egyéb állati és növényi sejtekből) származó géneket juttattak és így klónozták azokat. Előbb hasítóenzimeket használtak, hogy a DNS-t széttördeljék a baktériumban. Arra is rájöttek, miképp alakítsák ezeket a géneket plazmidokká, amelyek révén a DNS egy másik sejtbe könnyen bejuthat. Miután ezek a töredékek átkerültek a másik baktériumba, az új gének a régiekkel együtt másolódtak a sejtosztódás során, ami egy olyan klónsorozatot eredményezett, amelyben minden egyes sejt az új géneket is tartalmazta. Utolsó lépésként pedig azonosították a kívánt gént hordozó klónt.
A hasítóenzimek nagyon specifikusan működnek. Ezért a gének egyik szervezetről a másikra rendkívül nagy pontossággal vihetők át. Ez az alapja a géntervezésnek, ami felkínálja a lehetőségét olyan génkombinációknak, amelyek természetes úton nem jöhetnének létre. Azokat a mikrobákat, amelyek ilyen módon előállított rekombináns DNS-t tartalmaznak (beleértve emberi géneket is) ma már gyógyszerészeti és más termékek előállítására használják.

## Gyógyszerkészítés génszereléssel
Genetikailag módosított baktériumok ma már számos, gyógyászatban használt anyagot termelnek. Egyike ezeknek az emberi növekedés-hormon, amellyel az agyalapi-mirigy hibás működéséből adódó törpenövést kezelik. (Egyébként ezek rendellenesen alacsony termetű felnőttek lennének). Ezt a hormont korábban emberi holttestek agyalapi mirigyéből vonták ki. Az 1980-as évek közepe táján számos, ilyen módon kivont növekedési hormonnal kezelt páciens halt meg Creutzfeld-Jacob kórban, amelyet egy, a holttestekből származó prion okozott. A génszereléssel létrehozott hormon nem fertőződhet meg ilyen módon.
Oltóanyagok szintén készíthetők, ártalmatlan baktériumokat olyan génekkel "feljavítva", amelyek egyes fehérjék ( antigének) termelését váltják ki. Ezeket a fehérjéket – vagy védelmező antitesteket –, amelyeket például a hepatitis B (májgyulladás), tetanusz és diftéria (torokgyík) ellen használnak embernél és a száj- és körömfájás ellen a szarvasmarháknál, génszerelési technikákat felhasználva hozták létre.
A Salmonella typhimurium baktérium, amely általában felelős az ételmérgezésekért, ma egy új típusú oltóanyag kiindulási alapjaként használják. A géntervezők eltávolítottak belőle bizonyos enzimeket, megbizonyosodva arról, hogy elég hosszú ideig él ahhoz, hogy immunitást váltson ki, de nem tudja megfertőzni a testet, nem képes betegséget okozni. További géneket is be lehet vinni, amelyek olyan antitestek termelését váltják ki, amelyek más fertőzésekkel szemben is ellenálló képességet nyújtanak – például tetanusz, influenza, sőt, malária.
A hibrid antibiotikumok képviselik a lehetőségek másik körét. Ezeket úgy készítik, hogy a baktériumok és gombák antibiotikum-termeléséért felelős génjeit kombinálják össze oly módon, hogy azok a megfelelő molekulaegyüttest eredményezzék. A hibrid antibiotikumok segíthetnek megoldani azokat a problémákat, amelyeket a hagyományos antibiotikumokra rezisztens baktériumok okoznak.
A génklónozás a baktériumok esetében több napig is eltarthat. Lényegesen rövidebb ideig tart a polimeráz-láncreakció – PCR (PCR = Polymerase Chain Reaction). Ezzel a módszerrel egy kémcsőben a DNS-t néhány óra alatt kémiai úton lemásolják (lásd a következő fejezetet). Annak ellenére, hogy nem élő sejteket használnak erre, tehát ezt nem lehet génsebészetnek nevezni, a folyamat exponenciális DNS-növekedést eredményez, mivel több, egymást követő lépés során a DNS mennyisége lépésenként megkétszereződik. A PCR-t olyan célokra használják, amelyek skálája az elhanyagolható mennyiségben jelenlevő mikrobák azonosításától az egyiptomi múmiákból, esetleg a nemrégiben kihalt quaggából (egy zebraféle) vagy a 40 000 000 éves borostyánba zárt DNS megsokszorozásáig terjed.
Az ilyen típusú munkák sokat mondhatnak nekünk valamely állat vagy növény DNS-ében levő génekről, amelyek a múltból megőrződtek. Az is lehetséges, hogy segít nekünk olyan gyógyszer-fehérjék előállításában, amelyeket esetleg egy nagyon régóta kihalt növény DNS-e kódol.